# Б'юррун-Олькос
Б'юррун-Олькос (ісп. Biurrun-Olcoz) — муніципалітет в Іспанії, у складі автономної спільноти Наварра. Населення — 202 особи (2009).
Муніципалітет розташований на відстані близько 300 км на північний схід від Мадрида, 13 км на південь від Памплони.
На території муніципалітету розташовані такі населені пункти: (дані про населення за 2009 рік)
- Олькос: 43 особи
- Б'юррун: 154 особи
- Естасьйон-Б'юррун-Кампанас: 5 осіб
- Фундасьйон-Ондарра: 0 осіб

## Демографія
Динаміка населення (INE ):

## Галерея зображень

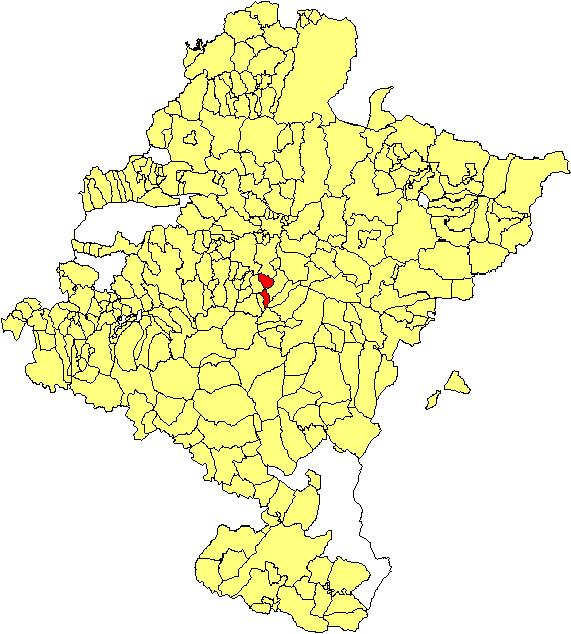
Розташування муніципалітету
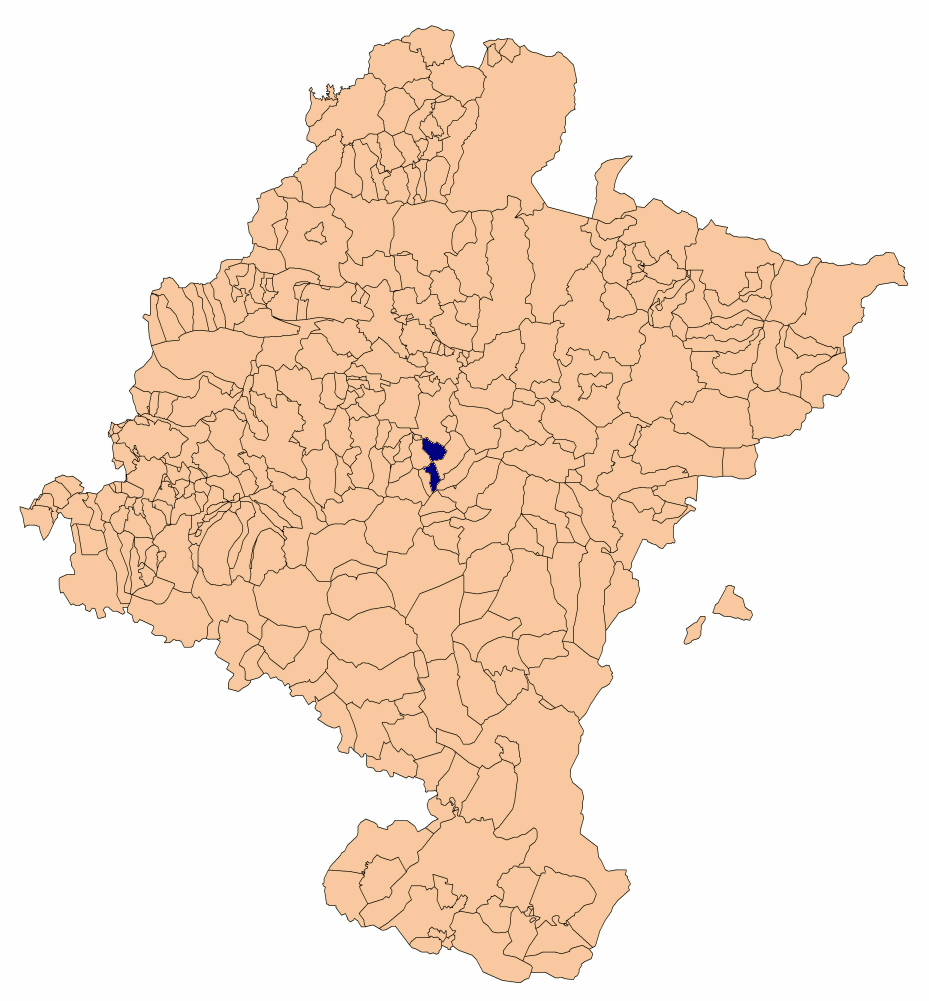
Б'юррун-Олькос